# Dysdera andreini
Dysdera andreini är en spindelart som beskrevs av Lodovico di Caporiacco 1928. Dysdera andreini ingår i släktet Dysdera och familjen ringögonspindlar.
Artens utbredningsområde är Italien. Inga underarter finns listade i Catalogue of Life.